# 峪河
峪河，流经中华人民共和国山西省东南部和河南省北部的一条河流，是卫河左岸支流，上游在山西省陵川县境内称为磨河，发源于古郊乡马圈村一带的八犊岭（八都岭），蜿蜒向南流流经古郊乡、马圪当乡后流入河南省境内，流经河南辉县市西南部，干流在辉县市吴村镇三河口分为南北两支，分别向东南流于峪河镇东淹沟村东南和占城镇沟西庄村西南汇入卫河。河长92千米，汇流面积672平方千米。上游磨河段是陵川县城主要的水源地，下游河道平时水量较少甚至断流。

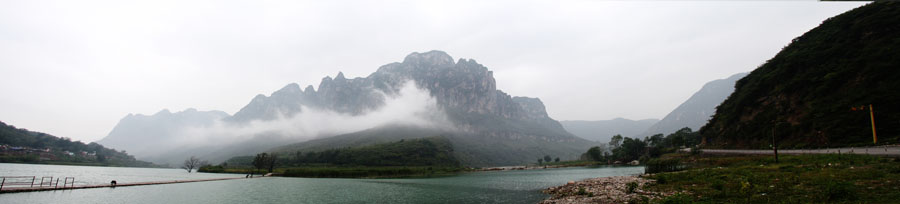
峪河山西陵川县马圪当乡武家湾村河段。